# .303 Savage
El .303 Savage es un cartucho de fuego central para rifle calibre .30, anillado. Fue desarrollado por Savage Arms Company en 1894 para ser recamarado en su rifle de mecanismo de palanca sin martillo Savage Modelo 1895 posterior a 1899 . El cartucho fue diseñado para ser cargado con pólvora sin humo en un momento en que los cartuchos de pólvora negra todavía eran populares. El .303 Savage fue balísticamente superior a la .30-30 Winchester, pero solo marginalmente, y popular durante la década de 1930 con una variedad de media docena de cargas comercializadas por Savage. Con su carga de 190 granos, era principalmente utilizado para la caza de venados y alces.
El .303 Savage y el  .303 British no son intercambiables entre sí. Ni el diámetro de la bala ni las dimensiones del cartucho son compatibles.

## Historia
Savage Arms creó el .303 Savage como parte de un intento fallido de crear un cartucho para el ejército. Aunque el cartucho nunca fue popular entre los militares, se convirtió en una ronda popular para los cazadores civiles. Al ser un cartucho con borde de punta puntiaguda, funcionó bien en los rifles Modelo 99 que produjo Savage debido a su cargador giratorio. No tuvo tanto éxito en otros rifles de palanca debido a sus cargadores tubulares . Sin embargo, las balas de punta puntiaguda le dieron una ventaja balística sobre otros cartuchos tradicionales de acción de palanca como el .30-30 Winchester.